# Leinster Rugby

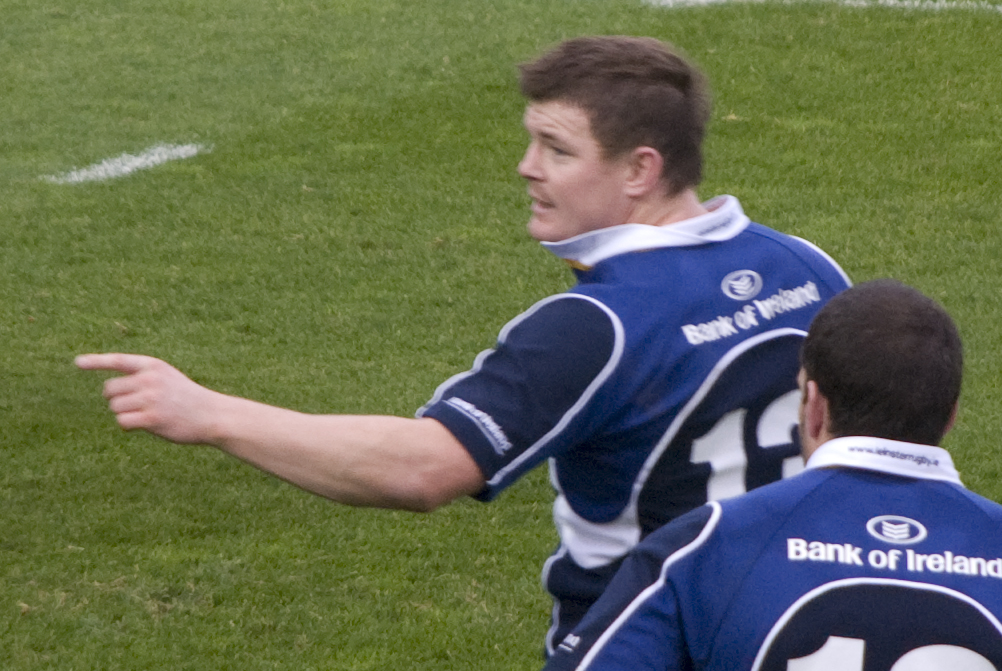
Las estrellas Brian O'Driscoll y Felipe Contepomi jugando para el equipo.

El Leinster Rugby es un equipo irlandés profesional de rugby con sede en Dublín y que disputa el United Rugby Championship, la máxima competición de aquella nación.

## Historia
El equipo representa a la región de Leinster, una de las cuatro que componen la isla de Irlanda, y tiene su sede en Dublín. Utiliza camiseta azul claro y pantalón azul oscuro o negro.
Históricamente el terreno de juego en el que Leinster Rugby ha jugado como local es el Donnybrook Stadium, un recinto que solo tiene una grada y que al llegar el profesionalismo al rugby se ha quedado pequeño. Por eso el equipo tiene un acuerdo firmado con la Royal Dublin Society para poder jugar de local en el RDS Arena, un estadio algo más grande. De todos modos, con ocasión de algún partido de máximo nivel, como partidos europeos de importancia o enfrentamientos con Munster Rugby o Ulster Rugby, Leinster Rugby se ha ido a jugar a Lansdowne Road, ahora llamado Aviva Stadium.
Se considera a la afición de Leinster Rugby como una de las mayores de Europa, solo comparable a las de Toulouse, Leicester, Munster y Stade Français.
Leinster Rugby se ha proclamado campeón de la Pro14 ocho veces (en los años 2002, 2008, 2013, 2014, 2018 2019, 2020 y 2021); así como cuatro veces campeón de Europa de la Copa de Campeones (en 2009, 2011, 2012 y 2018).

### Rivalidades
El 2 de octubre de 2010, 50 546 espectadores vieron en vivo el partido de la Pro 12 que enfrentó a Leinster con Munster en el Aviva Stadium de Dublín.

### Jugadores destacados
Fergus Slattery, Tony O'Reilly y Jonathan Sexton.

#### Profesionalismo
- Irlandeses: Brian O'Driscoll (1998–2014), Denis Hickie (1996–2007), Malcolm O'Kelly (1995–2010), Gordon D'Arcy (1999–2015) y Shane Horgan (1998–2011).
- Felipe Contepomi (2003–2009): apertura titular y máximo anotador de los Pumas.

## Palmarés

### Torneos europeos
- Copa de Campeones de Europa (4): 2008–09, 2010-11, 2011–12 y 2017–18

- Copa Desafío de Europa (1): 2012-13

- Subcampeón Copa de Campeones Europeos de Rugby (4): 2018-19, 2021–22, 2022–23, 2023-24

### Torneos locales
- United Rugby Championship (9): 2001-02, 2007-08, 2012-13, 2013-14, 2017–18, 2018-19, 2019-20, 2020-21, 2024-25

- Interprovincial Championship (22): 1948-49, 1949-50, 1954-55, 1956-57, 1958-59, 1960-61, 1961-62, 1963-64, 1964-65, 1971-72, 1972-73, 1975-76, 1977-78, 1979-80, 1980-81, 1981-82, 1982-83, 1983-84, 1993-94, 1995-96, 1997-98, 2001-02

- Shield Irlanda URC (4): 2021-22, 2022-23, 2023-24, 2024-25

- Subcampeón United Rugby Championship (5): 2005-06, 2009-10, 2010-11, 2011-12, 2015-16

### Torneos de desarrollo
- British and Irish Cup (2): 2012-13 y 2013-14

- Celtic Cup (2): 2018–19 y 2019–20